# Villiers-Charlemagne
Villiers-Charlemagne is een gemeente in het Franse departement Mayenne (regio Pays de la Loire). De plaats maakt deel uit van het arrondissement Château-Gontier. Villiers-Charlemagne telde op 1 januari 2022 1.080 inwoners.

## Geografie
De oppervlakte van Villiers-Charlemagne bedroeg op 1 januari 2022 27,57 vierkante kilometer; de bevolkingsdichtheid was toen 39,2 inwoners per km².

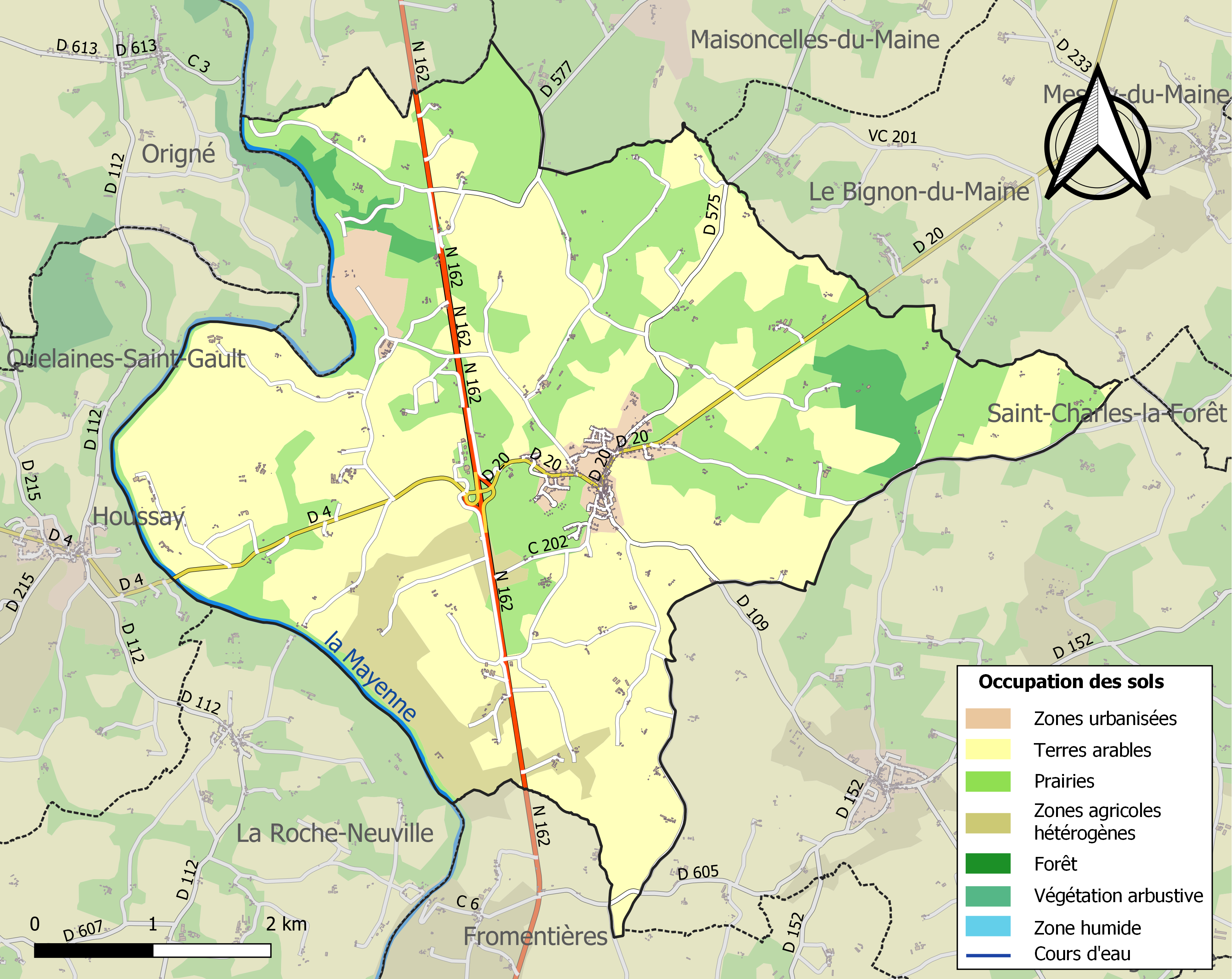
Kaart van de gemeente met de belangrijkste infrastructuur, bodemgebruik en omliggende gemeenten

## Demografie
Onderstaande figuur toont het verloop van het inwonertal (bron: INSEE-tellingen).